# Bisdom Saltillo
Het bisdom Saltillo (Latijn: Dioecesis Saltillensis) is een rooms-katholiek bisdom met als zetel Saltillo, in Mexico. Het bisdom is suffragaan aan het aartsbisdom Monterrey. 

## Geschiedenis
Het bisdom werd opgericht op 28 juni 1891, uit delen van het bisdom Linares o Nueva León. 

## Parochies
Het bisdom had in 2020 een oppervlakte van 72.492 km2 en telde 1.437.122 inwoners waarvan 94,5% rooms-katholiek was.

## Bisschoppen
- Santiago de los Santos Garza Zambrano (19 januari 1893 - 12 februari 1898)
- José María de Jesús Portugal y Serratos (28 november 1898 - 30 mei 1902)
- Jesús María Echavarría y Aguirre (16 december 1904 - 5 april 1954)
- Luis Guízar y Barragán (5 april 1954 - 4 oktober 1975; coadjutor sinds 7 oktober 1938)
  - Manuel Samaniego Barriga (hulpbisschop: 30 april 1969 - 11 januari 1971)
- Francisco Raúl Villalobos Padilla (4 oktober 1975 - 30 december 1999; hulpbisschop sinds 4 mei 1971)
- José Raúl Vera López (30 december 1999 - 21 november 2020)
- Hilario González García (21 november 2020 - heden)

Monterrey (aartsbisdom) · Ciudad Victoria · Linares · Matamoros · Nuevo Laredo · Piedras Negras · Saltillo · Tampico